# Hunden Bosco
Boss "Bosco" Ramos, född november 1979, död juli 1994 var en hund som 1981 valdes till borgmästare i samhället Sunol i Kalifornien, USA. Han var en blandras av svart labrador och rottweiler och var "borgmästare" fram till sin död 1994. Begreppet "borgmästare" i detta sammanhang har ingen som helst likhet med innebörden av ordet i Sverige, varken i tidigare eller nuvarande nomenklatur.

## Valet
Enligt invånarna i Sunol började det hela som ett skämt. I en bar i samhället diskuterade två män det kommande borgmästarvalet. De var osams om vilken kandidat som var bäst, och Boscos dåvarande ägare, Brad Leber, flikade in att hans hund skulle kunna vinna över dem båda.
Bosco ställde sedan upp i valet, som "re-pup-lican" (en sammanslagning av orden republican och pup, republikan och valp) med valspråket "Ett ben i varje matskål, en katt i varje träd, och en vattenpost i varje gathörn", och vann överlägset med 75 av 120 röster.

## Medial uppmärksamhet
24 juli 1984 skrev brittiska Daily Star en artikel om Bosco, där de bland annat utnämnde Sunol till "Den knasigaste staden i världen". Efter Daily Stars artikel uppmärksammades Bosco av media från bland annat Frankrike, Japan, Tyskland, och Nederländerna.

### Uppmärksamhet i Kina
23 februari 1990 skrev den kinesiska tidningen The People's Daily of Beijing en artikel där de menade att valet av Bosco som borgmästare var ett bevis på att fria val inte fungerar. De menade också att det i västerländsk demokrati inte görs någon skillnad mellan människor och hundar. Som en reaktion på artikeln bad 1991 en grupp kinesiska studenter från Stanford University och UC Berkeley att få ta med sig Bosco till kinesiska konsulatet i San Francisco, som en symbol för frihet. Vid denna tid hade Leber flyttat från Sunol, men Bosco bodde kvar i Sunol, hos sin nye husse Tom Stillman. Stillman accepterade studenternas förfrågan, och de tog med hunden till San Francisco.

## Efter sin död
I juli 1994, när Bosco var 15 år gammal, var hans hälsa i så dåligt skick att Stillman tvingades avliva honom.

### Bosco's Bones & Brew
1997 köpte affärsmannen Mike Cerny rättigheterna till Boscos namn och öppnade 1999 baren Bosco's Bones & Brew på adressen 11922 Main Street. Baren stängde 2003, men året därpå öppnade baren igen, men med ny ägare. Inne i baren finns bland annat en modell av Bosco, i naturlig storlek. När bartendern lyfter på modellens ben rinner öl ut genom en tapp mellan modellens ben.
Baren säljer även T-shirts, hattar och ölglas med Bosco-tryck.

### Statyn
19 december 2008 avtäcktes en bronsstaty föreställande Bosco. Statyn utformades av skulptören Lena Toritch och står bredvid Sunols postkontor.

## Andra djurkandidater
Bosco är inte det enda husdjur som kandiderat till politiska uppdrag i USA. Vid 2012 års val till USA:s senat drevs en kampanj för att välja maine coon-hanen Hank till senator. Hank förlorade kampen om senatorsposten mot demokraten Tim Kaine, efter en lite annorlunda kampanj som blandade humor ("rösta ut människorna från senaten, fast bara om vi slipper hundar där"), djurrättsmedvetenhet och en vilja att få stopp på politisk smutskastning. Dock resulterade kandidaturen, som av många betraktats som ett skämt, i nästan 7 000 röster och en tredjeplats i valet. Kampanjgeneral var Hanks husse Anthony Roberts.
Hank kommer tyvärr inte att kunna ställa upp som kandidat i 2016 års senatorsval. Februari 2014 förlorade den då tolv år gamla hankatten, med hemort i Washington D.C.-förorten Springfield, kampen mot cancern.